# Unterthürnau
Unterthürnau ist eine Ortschaft und eine Katastralgemeinde der Stadtgemeinde Drosendorf-Zissersdorf im Bezirk Horn im niederösterreichischen Waldviertel mit 7 Einwohnern (Stand 1. Jänner 2024).

## Geografie
Das nördlich von Drosendorf und links der Thaya liegende Dorf ist über die Landesstraße L1187 erreichbar, die durch den Ort führt und an der Staatsgrenze zu Tschechien endet. Beim Ort mündet der Gaberbach in die Thaya.  Am 1. April 2020 umfasste die Ortschaft 32 Adressen. Der Ortsname leitet sich vermutlich von der westlich gelegenen Ruine Thürnau ab.

## Geschichte
Die Bewohner waren Landbauern und Kleinhäusler, die gering bestiftet waren. Die Bauern ernteten nur Roggen, Hafer und Weizen in nennenswertem Umfang; der Ertrag von Kartoffel, Flachs, Kohl und Klee deckte nur den eigenen Bedarf, schilderte Schweickhardt. Die Viehzucht war unbedeutend, jedoch betrieben hier manche die Kalkbrennerei.
Im Jahr 1822 wurde der Ort als Dorf mit 13 Häusern genannt, das nach Drosendorf eingepfarrt war, wohin auch die Kinder eingeschult wurden. Die Herrschaft Drosendorf besaß die Ortsobrigkeit, übte die Landgerichtsbarkeit aus, besorgte die Konskription und hatte die Grundherrschaft inne. Laut Adressbuch von Österreich waren im Jahr 1938 in Unterthürnau eine Gastwirtschaft, ein Müller mit Sägewerk, ein Schuster, eine Trafikantin, ein Viehhändler, ein Zimmermeister und mehrere Landwirte ansässig.